# Cuenca del río Maule
La cuenca del río Maule es el espacio natural comprendido por la cuenca hidrográfica del río Maule. Este espacio coincide con el espacio administrativo homónimo definido en el registro de cuencas de Chile con el número 073 que se extiende desde la divisoria de las aguas en la cordillera de los Andes hasta su desembocadura en el océano Pacífico. Se subdivide en 9 subcuencas y 64 subsubcuencas con un total de 20.103 km².
A partir de los años 70 se ha ampliado el concepto de cuenca hasta entender, ya en los primeros años del siglo XXI, una cuenca hidrográfica en lo que respecta a su definición espacial y funcional, como la unidad geopolítica y socioeconómica más apropiada y racional para el desarrollo integrado de los recursos de tierras y aguas asociados a la vegetación y en conjunto con los usuarios de nivel local y regional.: 17 

Cuenca del río Maule.

## Límites

Comunas alrededor de la cuenca del río Maule. La línea verde es la división regional del país. Algunos cursos de agua mostrados (celestes) sirven de límite comunal. En color negro, los glaciares de la zona y en verde claro las zonas protegidas del SNASPE.

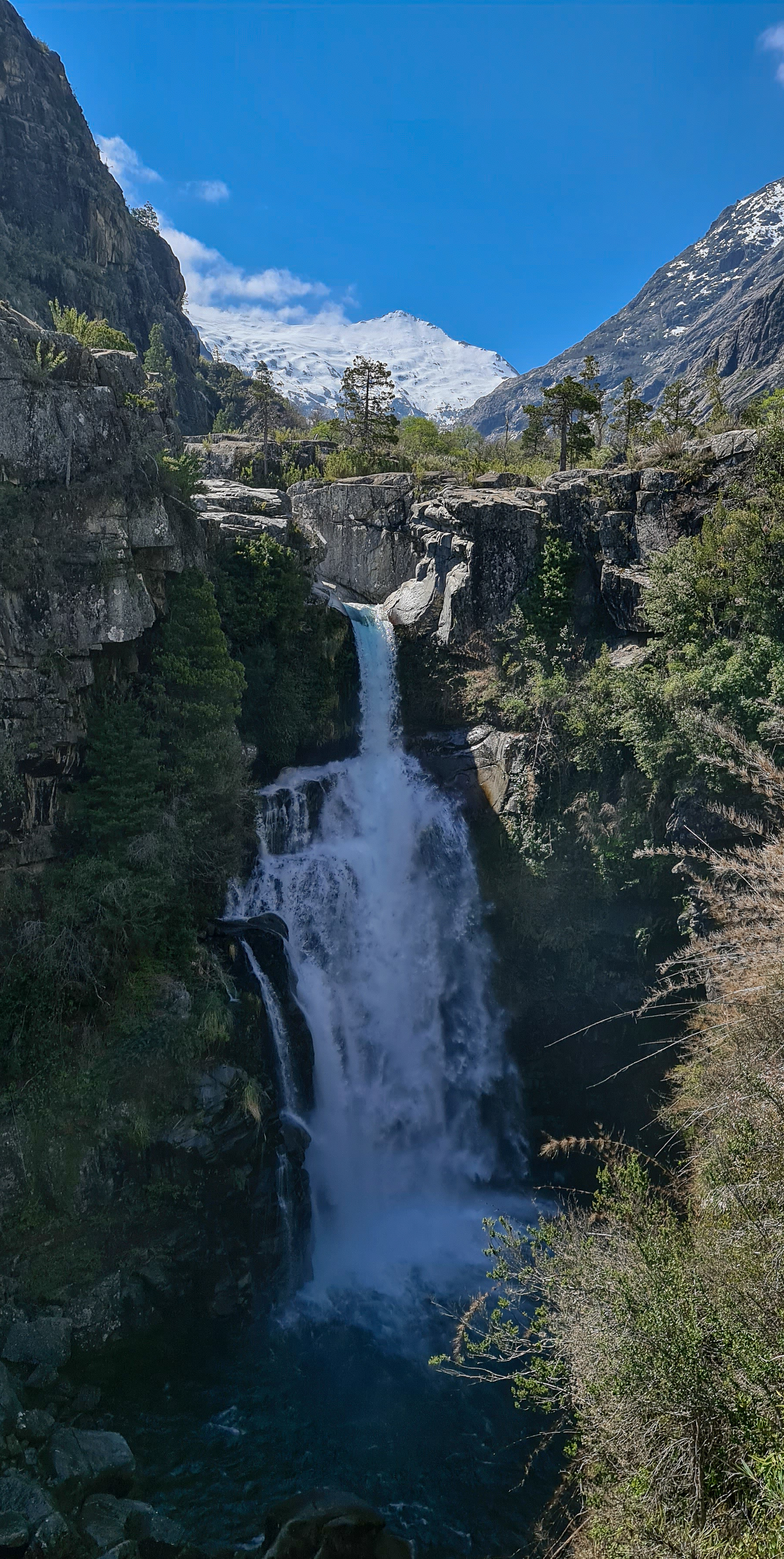
Cascada Las Ánimas del Achibueno, en la cordillera.

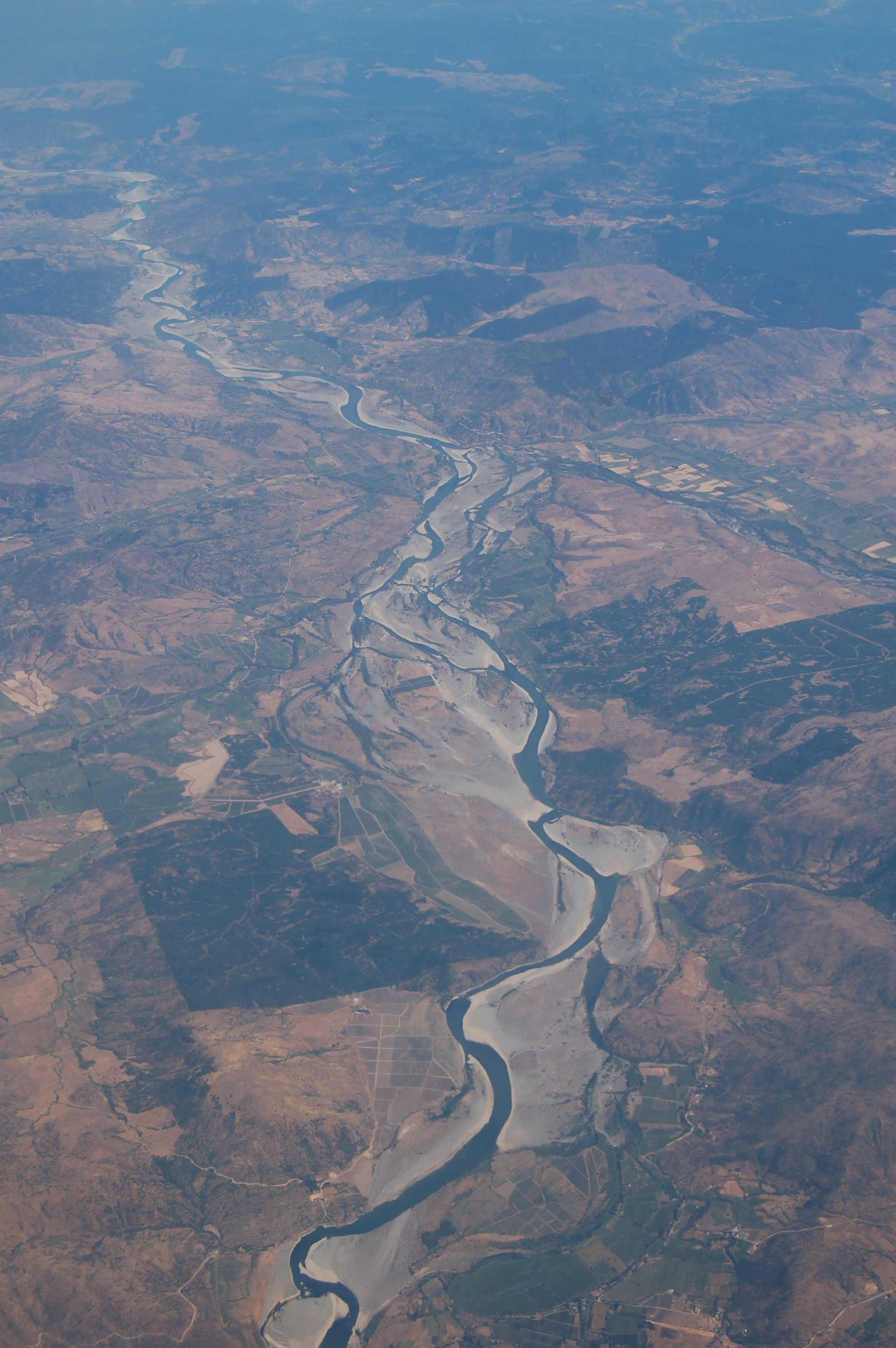
El lecho del Maule en su paso por la depresión intermedia de Chile, en una fotografía aérea. Por la derecha ingresa el río Claro de Talca.

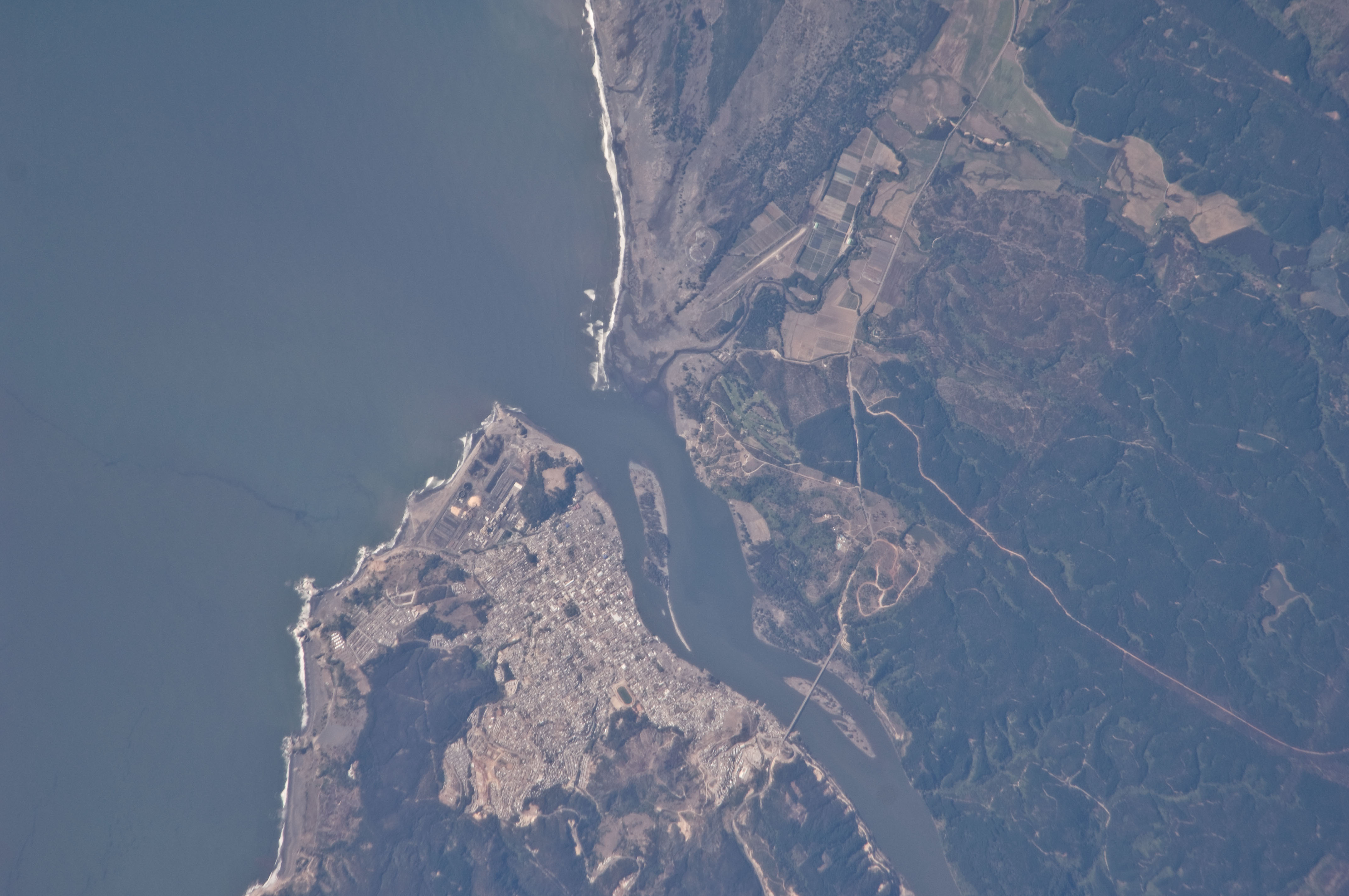
Fotografía satelital de la desembocadura del río Maule en el océano Pacífico. Cortesía del Centro Espacial Lyndon B. Johnson.

Su desembocadura, que bordea por el norte a la ciudad de Constitución, es un corte en la cordillera de la Costa y siguiendo la dirección de los punteros del reloj, la hoya limita al noroeste con las cuencas costeras entre ríos Mataquito y Maule comprendidas en el ítem 072 del inventario de cuencas de Chile. Al norte con la cuenca del río Mataquito, al oriente y separado por la cordillera de los Andes, con las cuencas trasandinas del río Neuquén: 383  al que agregamos los ríos Grande y Barrancas de la cuenca del río Colorado (Argentina). 
Al sur deslinda con la cuenca del río Itata y al poniente y separado por la cordillera de la Costa, con las cuencas costeras menores de los ítem 080 y ítem 074 del inventario de cuencas de Chile. Entre ellas la del río Huenchullami.
Sus extremos alcanzan las coordenadas geográficas 35°6′ S, 36°43′S, 70°22′W y 72°40′ O.

## Población y regiones
La cuenca del río Maule abarca prácticamente la totalidad de la Región del Maule. A nivel provincial, contempla las provincias de Ñuble, Talca, Linares y Cauquenes.: 17 
Los asentamientos humanos de mayor importancia, según el número de habitantes de la comuna, son:
| Nombre       | Población comunal (2002) | Población urbana (2002) | Cauces asociados      |
| ------------ | ------------------------ | ----------------------- | --------------------- |
| Talca        | 201 797                  | 193 755                 | Río Claro             |
| Linares      | 83 249                   | 68 224                  | Río Ancoa – Achibueno |
| Cauquenes    | 41 217                   | 30 771                  | Río Cauquenes         |
| Constitución | 46 081                   | 37 202                  | Río Maule             |
| Parral       | 37 822                   | 26 397                  | Río Perquilauquén     |

## Subdivisiones
La Dirección General de Aguas subdivide o reúne las cuencas de Chile acorde a las necesidades de estudio y gestión. Existen dos inventarios que han logrado ser aceptados como principales, el inventario de cuencas del Banco Nacional de Aguas (BNA) de 1978, de mayor uso, y el inventario de cuencas del Departamento de Administración de Recursos Hídricos (DARH) de 2014 de mejor cartografía que ha obligado a redefinir algunos límites, a veces con cambios mayores, pero también por algunas redefiniciones del concepto de subcuenca.
Bajo el BNA el código del ítem es 073 y con el DARH es 0703.
La subdivisión del BNA es como sigue:
| Sub- cuenca | Subsub- cuenca | Aguas                                                                       | Área drenaje km² |
| ----------- | -------------- | --------------------------------------------------------------------------- | ---------------- |
| 0730        | 07300          | Laguna del Maule en desagüe                                                 | 317              |
| 0730        | 07301          | Río Maule Entre Desagüe Laguna del Maule y Río Puelche                      | 465              |
| 0730        | 07302          | Río Puelche                                                                 | 301              |
| 0730        | 07303          | Río Maule entre Río Puelche y Río Cipreses                                  | 153              |
| 0730        | 07304          | Río Barroso                                                                 | 325              |
| 0730        | 07305          | Río de La Invernada                                                         | 483              |
| 0730        | 07306          | Laguna Invernada y Río Cipreses Hasta Junta Río Maule                       | 137              |
| 0730        | 07307          | Río Maule entre Río Cipreses y Río Curillinque                              | 314              |
| 0730        | 07308          | Río Maule entre Río Curillinque y Río Melado                                | 218              |
| 0731        | 07310          | Río Guaiquivilo Hasta Junta Estero Perales y Cajon Troncosa                 | 184              |
| 0731        | 07311          | Estero Perales y Cajon Troncosa                                             | 417              |
| 0731        | 07312          | Río Guaiquivilo Entre Estero Perales, Cajon Troncosa y Río Relbun           | 223              |
| 0731        | 07313          | Río Relbun                                                                  | 281              |
| 0731        | 07314          | Río Guaiquivilo Entre Estero Relbun y Río de La Puente                      | 329              |
| 0731        | 07315          | Río de La Puente                                                            | 382              |
| 0731        | 07316          | Río Melado Entre Río de La Puente y Bajo Junta Estero El Toro               | 272              |
| 0731        | 07317          | Río Melado Entre Estero El Toro y Río Maule                                 | 210              |
| 0732        | 07320          | Río Claro                                                                   | 434              |
| 0732        | 07321          | Río Maule entre Río Melado y Muro Embalse Colbún                            | 306              |
| 0732        | 07322          | Río Maule Entre Muro Embalse Colbún y Río Loncomilla                        | 203              |
| 0733        | 07330          | Río Perquilauquen hasta junta Río Cato                                      | 643              |
| 0733        | 07331          | Río Cato                                                                    | 319              |
| 0733        | 07332          | Río Perquilauquen entre Río Cato y Río Niquen                               | 349              |
| 0733        | 07333          | Río Niquen                                                                  | 581              |
| 0733        | 07334          | Río Perquilauquen Entre Río Niquen y Estero Sin Nombre                      | 212              |
| 0733        | 07335          | Río Perquilauquen Entre Estero Sin Nombre y Antes Junta Río Cauquenes       | 378              |
| 0733        | 07336          | Río Cauquenes hasta junta Río Tutuven                                       | 1031             |
| 0733        | 07337          | Río Tutuven                                                                 | 287              |
| 0733        | 07338          | Río Cauquenes Entre Río Tutuven y Estero Las Garzas                         | 194              |
| 0733        | 07339          | Río Cauquenes Entre Arriba Estero Las Garzas y Río Perquilauquen            | 169              |
| 0734        | 07340          | Río Perquilauquen entre Río Cauquenes y Río Purapel                         | 297              |
| 0734        | 07341          | Río Purapel Hasta Bajo Junta Estero Nivirilo                                | 263              |
| 0734        | 07342          | Río Purapel Entre Estero Nivirilo y Estero Llamico                          | 229              |
| 0734        | 07343          | Río Purapel Entre Estero Llamico y Río Perquilauquen                        | 309              |
| 0734        | 07344          | Río Perquilauquen Entre Río Purapel y Estero Torreón                        | 122              |
| 0734        | 07345          | Estero Torreón                                                              | 248              |
| 0734        | 07346          | Río Perquilauquen Entre Estero Torreón y Río Longaví                        | 356              |
| 0735        | 07350          | Río Longaví bajo junta Río Bullileo                                         | 676              |
| 0735        | 07351          | Río Longaví Entre Río Bullileo y Río Loncomilla (excepto Río Liguay)        | 289              |
| 0735        | 07352          | Río Liguay                                                                  | 460              |
| 0735        | 07353          | Río Achibueno Bajo Junta Estero de Pejerreyes                               | 538              |
| 0735        | 07354          | Río Achibueno Entre Estero de Pejerreyes y Río Ancoa                        | 486              |
| 0735        | 07355          | Río Ancoa                                                                   | 377              |
| 0735        | 07356          | Río Achibueno entre Río Ancoa y Río Loncomilla                              | 177              |
| 0735        | 07357          | Río Loncomilla entre Río Longaví y Río Putagan                              | 230              |
| 0735        | 07358          | Río Putagan                                                                 | 953              |
| 0735        | 07359          | Río Loncomilla entre Río Putagan y Río Maule                                | 204              |
| 0736        | 07360          | Estero Tabon Tinaja                                                         | 217              |
| 0736        | 07361          | Río Maule Entre Ríos Loncomilla y Claro (excepto Estero Tabon Tinaja)       | 124              |
| 0737        | 07370          | Río Claro Hasta Estero Sin Nombre                                           | 390              |
| 0737        | 07371          | Río Claro Entre Estero Sin Nombre y Bajo Junta Estero Carretón              | 176              |
| 0737        | 07372          | Río Claro Entre Estero Carretón y Estero El Pangue                          | 285              |
| 0737        | 07373          | Estero El Pangue                                                            | 688              |
| 0737        | 07374          | Río Lircay Hasta Estero Picazo                                              | 403              |
| 0737        | 07375          | Estero Picazo                                                               | 213              |
| 0737        | 07376          | Río Lircay Entre Estero Picazo y Río Claro                                  | 380              |
| 0737        | 07377          | Río Claro Entre Estero El Pangue y Junta Estero Piduco (excepto Río Lircay) | 64               |
| 0737        | 07378          | Estero Piduco                                                               | 311              |
| 0737        | 07379          | Río Claro Entre Estero Piduco y Río Maule                                   | 157              |
| 0738        | 07380          | Estero Los Puercos hasta Río Tutucura                                       | 423              |
| 0738        | 07381          | Estero Los Puercos Entre Bajo Río Tutucura y Río Maule                      | 196              |
| 0738        | 07382          | Río Maule Entre Estero Claro y Bajo Junta Quebrada Los Sapos                | 280              |
| 0738        | 07383          | Río Maule Entre Quebrada Los Sapos y Bajo Junta Estero Las Vegas            | 179              |
| 0738        | 07384          | Río Maule Entre Estero Las Vegas y Desembocadura                            | 239              |
| total: 9    | 64             | Región: VII - VIII ((94 - 6)%) / Tipo: Exorreica / Desemb.: O. Pacífico     | 20103 km²        |

## Hidrología

Diagrama unifilar de la cuenca del río Maule.

### Red hidrográfica
Los cuerpos de agua considerados en esta categoría son:

### Glaciares
El inventario público de glaciares de Chile 2022 consigna un total de 218 glaciares en la cuenca, todos sin nombre propio. El área total cubierta es de 17,584 km² y se estima el volumen de agua almacenada en los glaciares en 0,285 km³. Aunque no llevan sus nombres, muchos glaciares se ubican en torno al nevado de Longaví, cerca del origen del Achibueno, del volcán Descabezado Grande, en la divisoria de aguas con la cuenca del río Mataquito, y del volcán Descabezado Chico, más al oriente.
Los glaciares son importantes porque aportan flujos a la cuenca, mantienen reservas de agua, preservan nieve y hielo durante todo el año, tienen menos evaporación que la escorrentía a suelo descubierto y afectan el microclima local.: 135

## Balance hídrico

Brecha hídrica en 25 importantes cuencas de Chile.

## Clima

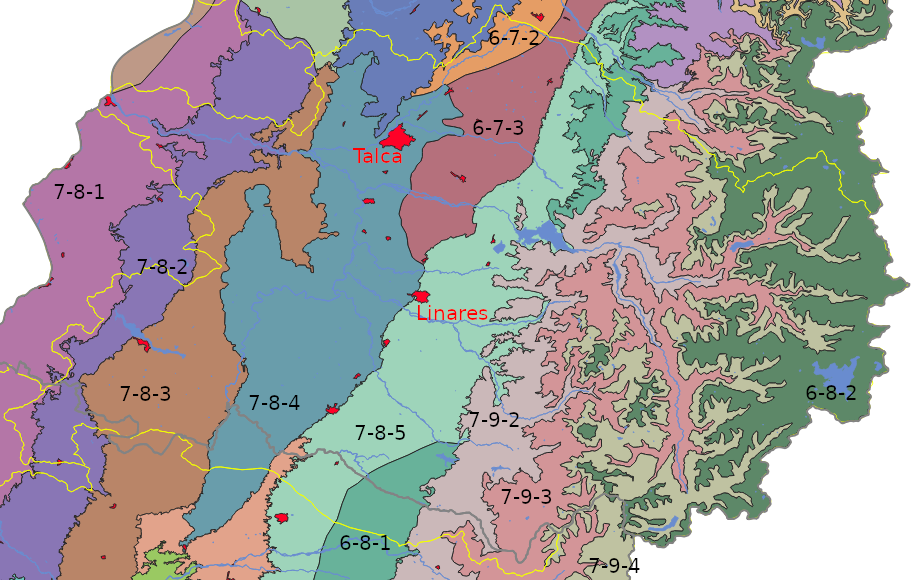
Distritos agroclimáticos en la cuenca.

### Generación de energía eléctrica

Embalses y centrales hidroeléctricas en la cuenca del río Maule.